# Fahrradtaxi

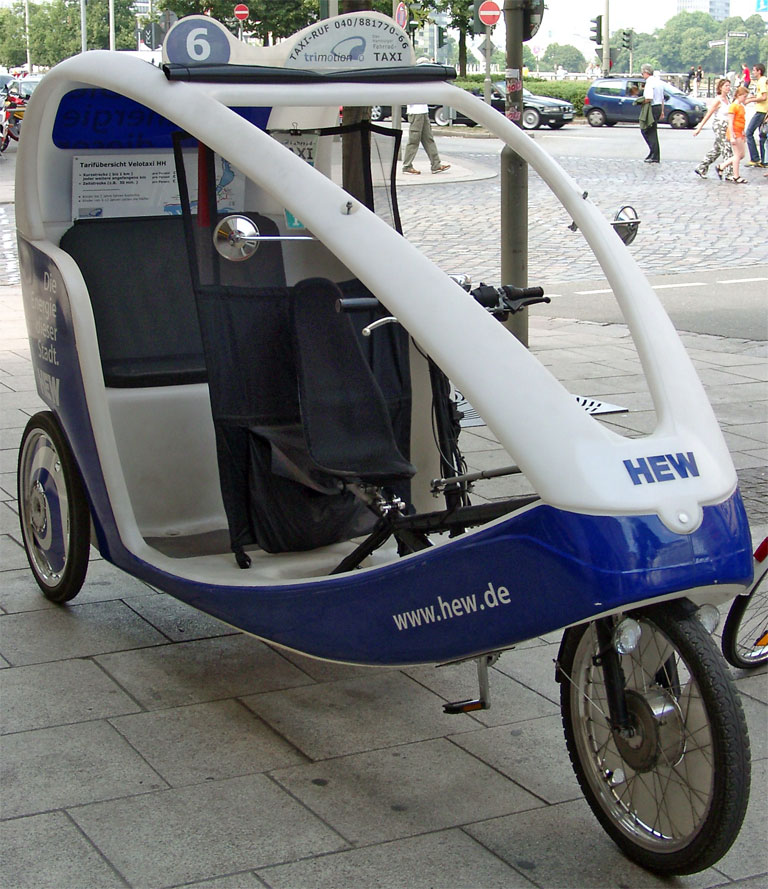
Fahrradtaxi für zwei Fahrgäste in Hamburg.

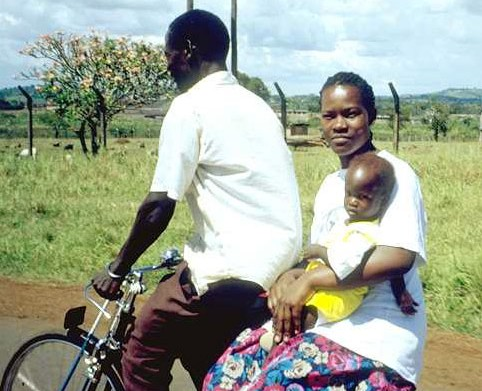
Ostafrikanisches Bodaboda im Einsatz.

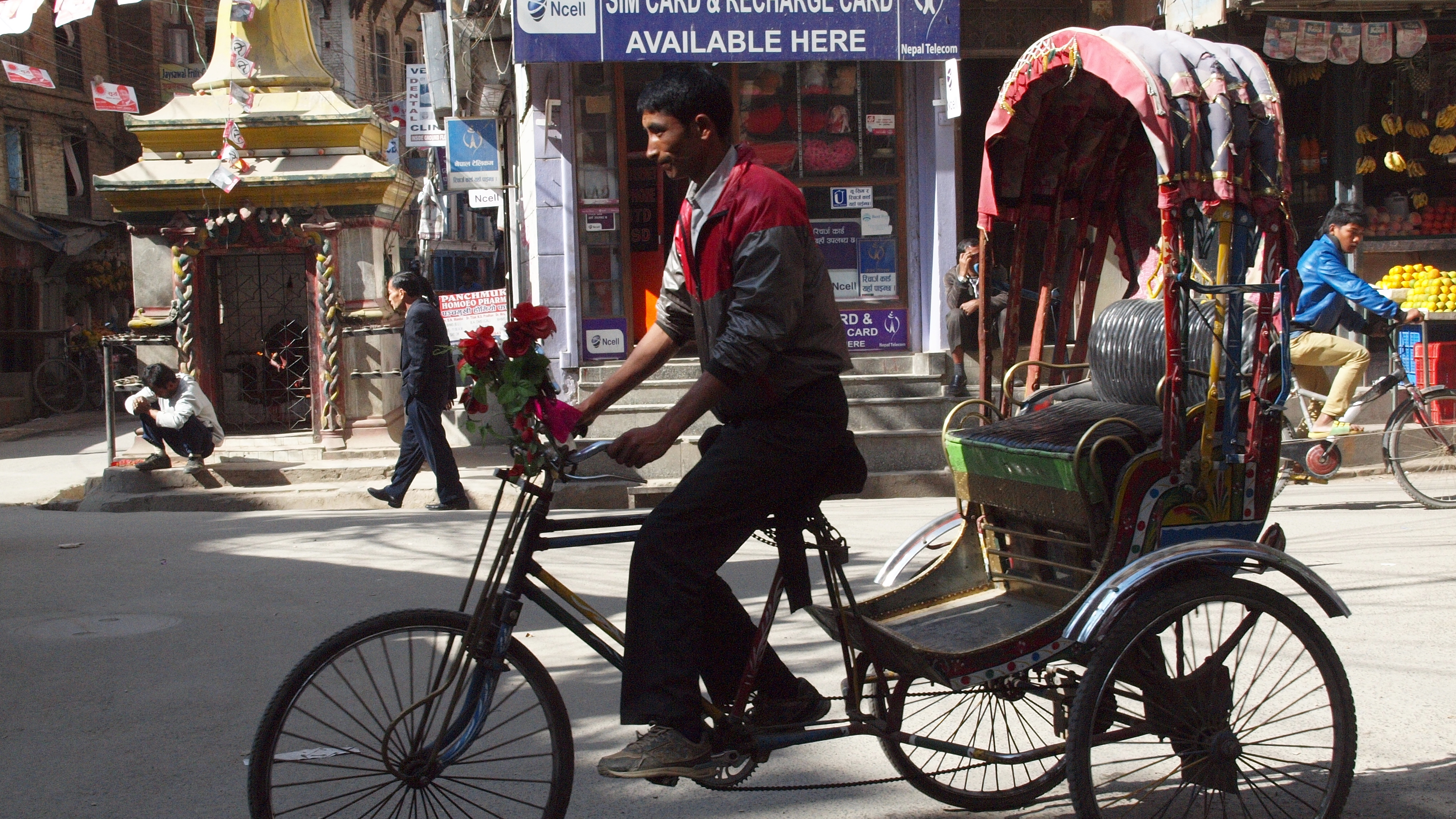
Nepal, Kathmandu, Fahrradrikscha.

Ein Fahrradtaxi, auch Fahrradrikscha, ist ein Fahrrad, das zum Transport von Passagieren oder Gütern von Fahrradkurieren eingesetzt wird. Im Gegensatz zur traditionellen Rikscha wird eine Fahrradrikscha nicht vom Fahrer gezogen, sondern durch sein Pedalieren vorangetrieben.

## Geschichte
Sehr bald mit dem Aufkommen der ersten Fahrräder entwickelte sich der Wunsch, nicht nur sich selbst, sondern auch eine zweite Person damit zu befördern. Zuerst transportierten Radfahrende wohl ihre Kinder (und Gepäckstücke). Da diese Art des Personentransports umweltfreundlich ist, in verkehrsreichen Innenstädten außerdem eine schnellere Fortbewegung ermöglicht, kam
bereits um 1900 der Personentransport als bezahlte Dienstleistung auf. Die Transportfahrzeuge erhielten in Anlehnung an bekannte Fortbewegungsmittel die Bezeichnung Fahrrad-Droschke.
Vor allem nach 1945 verbreitete sich weltweit das Fahren von Personen gegen Entgelt. Daraufhin bürgerte sich im deutschsprachigen Raum die Bezeichnung Fahrradtaxi ein.
Fotografen aus Berlin haben Fahrradtaxis im vom Krieg gezeichneten Stadtzentrum dokumentiert: In der NBI aus dem Jahr 1971 ist ein solches Gefährt, ein zweirädriger selbstgebauter Anhänger mit Sitzbank, der mittels einer starren Stange am Rahmen eines gewöhnlichen Fahrrads befestigt wurde, abgebildet. Das Bild trägt die Unterschrift: „Ein früher Vorläufer der heutigen ,Wolga’-Taxen: Das Fahrradtaxi, Baujahr 1945, am zerbombten Alexanderplatz.“

## Verbreitung
Am populärsten ist das Fahrradtaxi in Ostafrika, wo es Bodaboda genannt wird. Der Passagier sitzt hinter dem Fahrer auf einem gepolsterten Rücksitz auf dem Gepäckträger. In den meisten Ländern ist dieses Standard-Fahrradtaxi (zwei Erwachsene auf einem Fahrrad) nicht zugelassen. Seit Beginn des 21. Jahrhunderts werden in den größeren Städten allerdings fast nur noch Motorradtaxis eingesetzt.
In vielen größeren Städten gibt es Fahrradtaxis zu touristischen Zwecken, oftmals gibt es jedoch eine Winterpause. Die Fahrradtaxis werden meist für Stadtrundfahrten oder kurze bis mittlere Zielfahrten eingesetzt. Optisch wird zwischen Front- und Heckladern unterschieden. Manche Anbieter haben ihre Fahrzeuge aufwendig gestaltet und fallen durch ein lokales Branding auf. Jedes Fahrradtaxi kann jährlich eine Strecke von etwa 10.000 Kilometern zurücklegen. Weiterhin können Fahrradrikschas in manchen Orten ausgeliehen werden, was für besondere Anlässe, wie Hochzeiten, genutzt wird.

## Technik

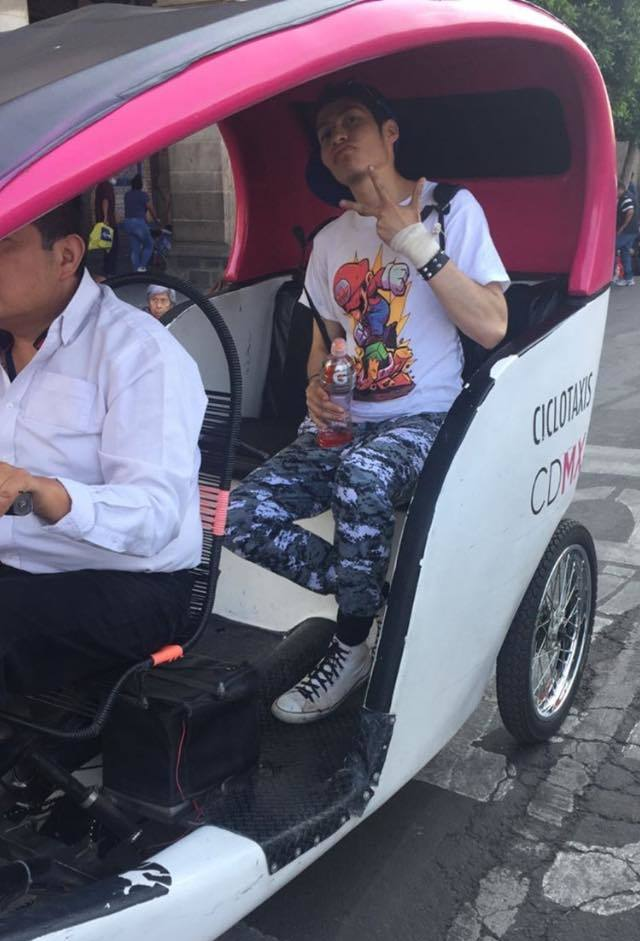
Fahrradtaxi in Mexiko.

Die moderne Form der Rikscha besitzt oft einen elektrischen Hilfsmotor zur Unterstützung beim Anfahren und an Steigungen. Die Rikschas von europäischen und amerikanischen Herstellern sind inzwischen technisch weiter fortgeschritten, so dass sie sich teilweise grundlegend von den ursprünglichen Rikschas aus Fernost unterscheiden. Gangschaltungen und elektrische Hilfsmotoren zeichnen viele modernere Fahrradrikschas aus.

## Geschäftsmodelle
Aufgrund ihrer Präsenz in stark frequentierten Innenstädten buchen Werbetreibende oft Flächen auf den Fahrzeugen. Einige Fahrrad-Rikscha-Unternehmer verdienen ihr Geld hauptsächlich mit diesen Werbebuchungen. Sie garantieren dafür einen Taxi-Betrieb der Rikschas zu festgelegten Zeiten. Die Fahrten werden in der Regel von selbständigen Fahrern durchgeführt, die auf eigene Rechnung fahren und an den Inhaber eine Miete zur Deckung der Wartungskosten bezahlen.

## Rechtslage
Ob die Personenbeförderung mit Fahrradtaxis in Deutschland ohne Weiteres zulässig ist, ist nach wie vor umstritten. Nach der bislang einzigen Entscheidung eines Oberlandesgerichts in dieser Frage, dem Beschluss vom Oberlandesgericht Dresden vom 11. Oktober 2004, ist die Personenbeförderung auf Fahrradtaxis ohne vorherige Genehmigung zulässig. Zur selben Beurteilung kam ein bundesweit beachteter Fall aus Augsburg, bei der ein Fahrradtaxi-Unternehmer zwischen 2004 und 2006 mit der Straßenverkehrsbehörde kämpfte und dafür 2007 mit dem Werner-Bonhoff-Preis ausgezeichnet wurde.

## Varia
- Zu besonderen Anlässen sendet Radio Lotte Weimar aus einer zum mobilen Studio umgebauten Fahrradrikscha aus dem Stadtgebiet.